# Heroku
Heroku — хмарна PaaS-платформа, що підтримує ряд мов програмування. Компанією Heroku володіє Salesforce.com. Heroku, одна з перших хмарних платформ, з'явилась в червні 2007 року і спочатку підтримувала тільки мову програмування Ruby, але зараз список підтримуваних мов також містить в собі Java, Node.js, Scala,Golang, Clojure, Python і PHP. На серверах Heroku використовуються операційні системи Debian або Ubuntu (яка також заснована на Debian).

## Історія компанії
Джеймс Лінденбаум, Адам Віґґінс та Оріон Генрі заснували «Heroku» 2007 року як підтримку проєктів, заснованих на Rack (англ. web server interface "Rack"). 8 грудня 2010 року компанія Salesforce.com купила Heroku, зробивши її своєю дочірньою компанією. 12 липня 2011 року Мацумото Юкіхіро, творець мови програмування Ruby, прийшов в компанію на посаду провідного інженера. У цьому ж місяці Heroku впровадила підтримку Node.js і Clojure. 
15 вересня 2011 року Heroku та Facebook представили нову опцію «Heroku для Facebook». Heroku також надає підтримку таких систем управління базами даних, як CouchDB, Membase, MongoDB і Redis, крім основної — PostgreSQL.
Програми, що працюють на Heroku, використовують також DNS-сервер Heroku (зазвичай додатки мають доменне ім'я виду «ім'я_додатку.herokuapp.com»). Для кожної програми виділяється кілька незалежних віртуальних процесів, які називаються «dynos». Вони розподілені по спеціальній віртуальній сітці («dynos grid»), яка складається з декількох серверів. Heroku також має систему контролю версій Git.
Через сильний червневий шторм 2012 року в Північній Америці (June 2012 North American derecho) безліч додатків, що працюють на Heroku, відключилися, проте доступ був відновлений менш ніж через 24 години.